# Lambert de Calwaert
Lambert de Calwaert (Vaux-sous-Chèvremont, 18 oktober 1793 - 12 september 1865) was een Zuid-Nederlands edelman uit het geslacht De Calwaert.

## Geschiedenis
In 1693 werd door de Hoge Raad van Brabant de adellijke status van de familie de Calwaert bevestigd.

## Célestin de Calwaert
Célestin de Calwaert, oudste zoon van François-Guillaume de Calwaert, heer van de baronieën Fraipont en Banneux, en van barones Elisabeth de Goeswin, werd in 1823, onder het Verenigd Koninkrijk der Nederlanden, in de erfelijke adel ingelijfd met de titel baron, overdraagbaar op alle afstammelingen. Hij overleed als vrijgezel op 17 maart 1824 vooraleer de registratie van de open brieven kon gebeuren.

## Lambert de Calwaert
- Lambert Adolphe Englebert de Calwaert, broer van de voorgaande, werd in 1823 samen met hem erkend in de erfelijke adel met de titel baron, overdraagbaar op alle afstammelingen. Hij trouwde in 1811 met Marie-Barbe de Moffarts (1783-1869). Ze kregen negen kinderen.
  - Joseph de Calwaert (1815-1877) trouwde met Marie-Isabelle de Modave de Masogne (1812-1841) en hertrouwde met Félicité de Loets de Trixhe (1817-1887). Ze hadden een enige dochter.
  - Eugène de Calwaert (1822-1896) trouwde met Albertine de Favereau (1833-1904). Met afstammelingen tot heden.